# Проспери, Мауро
Ма́уро Проспери (итал. Mauro Prosperi, род. 13 июля 1955 года, Рим, Италия) — итальянский офицер полиции и пятиборец, который прославился участием в марафоне Marathon des Sables 1994 году в Сахаре, во время которого чуть не погиб.

## Биография
Отец троих детей Проспери, увлекавшийся марафонским бегом, в 1994 году принял участие в марафоне Marathon des Sables, стартовавшем в Марокко, длившемся шесть дней и составлявшем 233 км. Во время участия в марафоне Проспери оказался в центре пустынной бури и заблудился, направившись не в ту сторону и пробежав несколько сотен километров в сторону Алжира. Через сутки у него закончились запасы пищи и воды. Он прибыл к заброшенному исламскому святилищу, где находился труп мусульманского отшельника. Первоначально Проспери выживал, употребляя собственную мочу, а затем обнаружил под крышей летучих мышей, которых обезглавил и чьи кишки и кровь потом употреблял в пищу. Над убежищем Проспери успели пролететь вертолёт и самолёт, но так и не обнаружили его.
В отчаянии Проспери, опасаясь умереть от голода, решил совершить суицид и перерезать себе вены перочинным ножом. Он оставил даже записку своей жене и детям, но из-за обезвоживания его кровь загустела и стала сворачиваться намного быстрее. Осознав случившееся, Проспери продолжил борьбу. Он вспомнил совет представителя туарегов перед началом марафона настроить компас, чтобы стрелка указывала на утренние облака, и двигаться в их сторону. Продвигаясь по пустыне, Проспери употреблял в пищу пресмыкающихся, насекомых, мякоть кактусов с высохших вади, пока не набрёл на оазис. Недалеко от него он обнаружил следы людей, затем наткнулся на несколько коз, а затем встретил девочку, которая привела его к палатке: там женщина угостила Проспери козьим молоком и помогла ему укрыться в тени. Проспери странствовал девять суток, прежде чем его обнаружили и доставили на военную базу в Алжире, а оттуда в госпиталь. Он отклонился от маршрута на 299 км и потерял 16 кг массы.
В Италии его встретили как национального героя. Историю спасения Проспери освещали во многих документальных фильмах: «Экспедиции на грани возможности: Сахарский кошмар» (англ. Expeditions To The Edge: Sahara Nightmare) телеканала National Geographic Channel, серия из телесериала «Неудачники» (англ. Losers) производства Netflix и шоу «Беар Гриллс: Побег из ада» (англ. Bear Grylls: Escape from Hell). В 1998 году Проспери предпринял ещё одну попытку поучаствовать в марафоне в Сахаре, но из-за травмы большого пальца так и не выступил. В 2012 году он завершил Сахарский марафон на 131-м месте, пройдя дистанцию за 34,5 часов.